# La Danse des paysans
La Danse des paysans est un tableau peint par Pieter Brueghel l'Ancien vers 1568. Il est conservé au musée d'histoire de l'art de Vienne à Vienne.

## Description
Si la fête se déroule bien dans une rue de village, la disposition des tables et du terrain de danse serait tout à fait envisageable dans un espace fermé. Le mouvement est introduit dans la composition par la droite, où un vieux paysan entraîne derrière lui sa partenaire. Ses jambes dérogent volontairement aux règles de l'anatomie, de façon à donner une impression de vitesse.
C’est avec de telles compositions à grands personnages que Brueghel l’Ancien s’est inscrit dans notre mémoire visuelle. Pourtant, il n’a que rarement peint de telles figures, et uniquement dans ses dernières années.